# Blauwkopwaaierstaart
De blauwkopwaaierstaart (Rhipidura cyaniceps) is een zangvogel uit de familie Rhipiduridae (waaierstaarten). Deze vogelsoort komt alleen voor op de Filipijnen. Eerder werden de tablaswaaierstaart en de visayawaaierstaart beschouwd als ondersoorten van deze vogel.

## Kenmerken
De blauwkopwaaierstaart heeft een grijsblauwe kop, keel, bovenzijde van de borst en rug. De veren rond de ogen en oren zijn zwart en de onderzijde van de rug, stuit, buik en buitenste staartpennen zijn roodbruin. De middelste staartpennen en de vleugels zijn zwart. Het mannetje wordt inclusief staart zo'n 18 centimeter en het vrouwtje 15 centimeter.

## Verspreiding en leefgebied
De blauwkopwaaierstaart leeft in gemengde groepjes net onder de boomtoppen van bossen tot op een hoogte van zo'n 2000 meter boven de zeespiegel. De vogel komt voor in het noorden van de Filipijnen en telt twee ondersoorten:
- R. c. pinicola - noordwestelijk Luzon.
- R. c. cyaniceps - oostelijk, centraal en zuidelijk Luzon en Catanduanes.

## Status
De grootte van de populatie is niet gekwantificeerd maar de soort wordt omschreven als algemeen in het grootste deel van zijn verspreidingsgebied. Op de Rode lijst van de IUCN heeft deze soort de status niet bedreigd.